# Daniel Tarschys

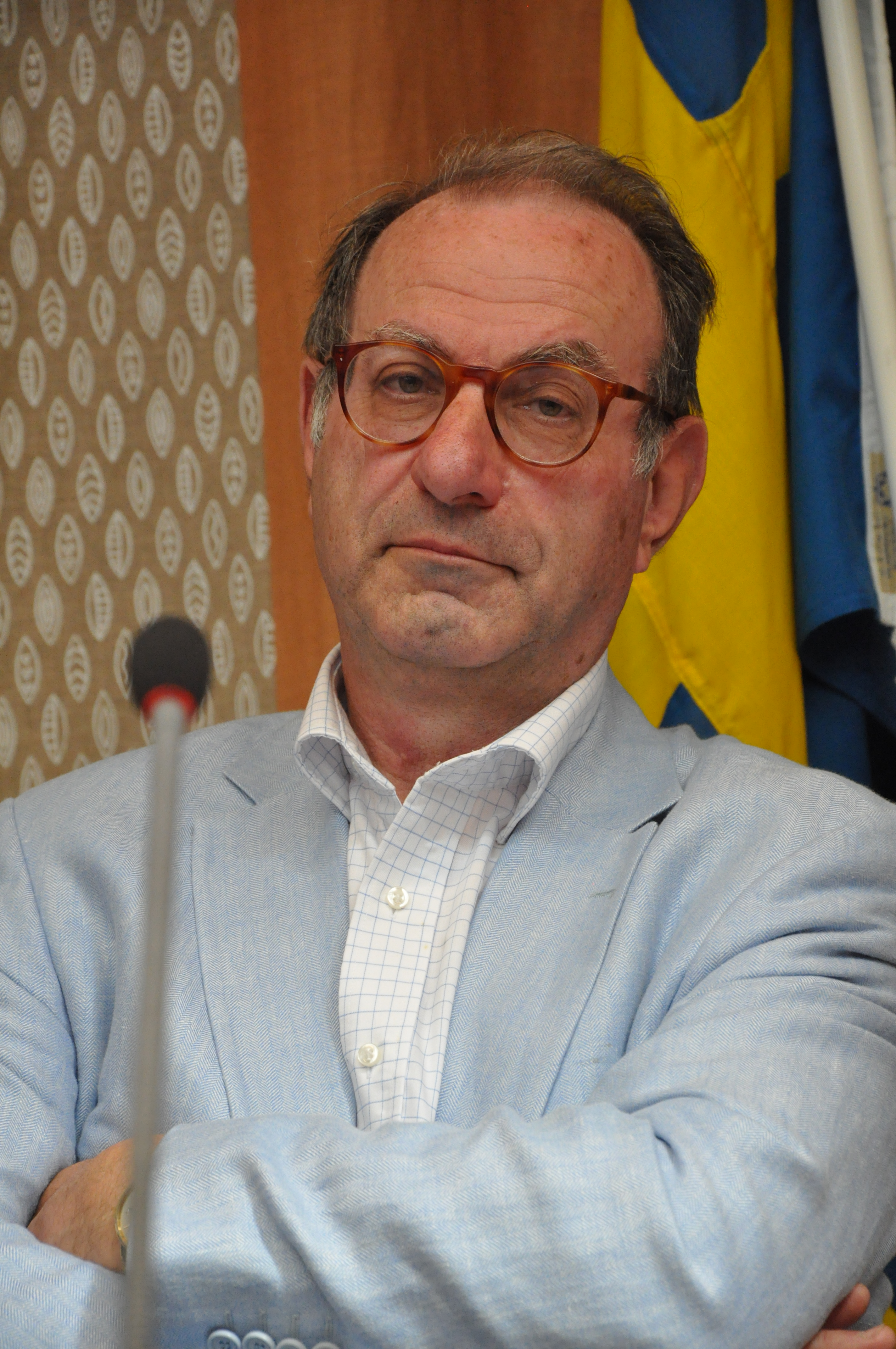
Daniel Tarschys (2011)

Daniel Tarschys (* 21. Juli 1943 in Stockholm) ist ein schwedischer Politikwissenschaftler, Hochschullehrer und Politiker der Liberalen Volkspartei (Folkpartiet liberalerna), der 15 Jahre lang Mitglied des Reichstages sowie zwischen 1994 und 1999 Generalsekretär des Europarates war.

## Leben

### Familie, Studium, Reichstagsabgeordneter und Staatssekretär
Tarschys war der Sohn des Literaturhistorikers Bernhard Tarschys, der 1968 Programmdirektor von Sveriges Radio wurde. Seine Mutter war die Literaturhistorikerin Karin Tarschys, eine Tochter des Reichstagsabgeordneten Nils Alexanderson sowie ältere Schwester von Erik Alexanderson, der zwischen 1955 und 1970 ebenfalls Mitglied des Reichstages war. Seine älteren Schwestern sind unter anderem die Journalistin und Schriftstellerin Rebecka Tarschys sowie die Innenarchitektin und Designerin Hedvig Hedqvist.
Daniel Tarschys begann nach dem Schulbesuch ein Studium der Staatswissenschaften an der Universität Stockholm, das er 1963 als Filosofie kandidat (Fil.kand.) abschloss. Ein darauf folgendes dortiges Studium der Rechtswissenschaften beendete er 1965 mit dem juristischen Examen und absolvierte im Frühjahr 1966 einen Gaststudienaufenthalt an der juristischen Fakultät der Universität Leningrad. Danach setzte er sein Studium der Politikwissenschaften fort und erwarb 1967 ein Filosofie licentiat (Fil.lic.) an der Universität Stockholm sowie im gleichen Jahr einen Master of Arts an der Princeton University.
Nachdem er 1972 einen Doktor der Philosophie (Ph.D.) an der Princeton University erworben hat, erfolgte 1972 seine Promotion zum Filosofie doktor (Fil.dr.) an der Universität Stockholm mit einer Dissertation zur Zukunftspolitik im klassischen Kommunismus sowie im kommunistischen System der Sowjetunion mit dem Titel Beyond the State: The Future Polity in Classical and Soviet Marxism. Nach seiner Promotion nahm er 1972 eine Tätigkeit als Forschungswissenschaftler und Dozent an der Universität Stockholm auf und lehrte dort bis 1976. 1976 wurde ihm zusammen mit Ingemar Hedenius der Herbert-Tingsten-Preis verliehen.
Tarschys, der zwischen 1970 und 1976 Mitglied des Stadtrates von Lidingö war, wurde 1976 für die Folkpartiet erstmals zum Mitglied des Reichstages gewählt und vertrat dort bis 1982 den Wahlkreis Stockholms län. Während dieser Zeit war er zwischen 1976 und 1978 auch Berater des Finanzministeriums und bekleidete diese Funktion erneut zwischen 1979 und 1983, nachdem er zwischenzeitlich von Oktober 1978 bis Oktober 1979 Staatssekretär im Büro von Ministerpräsident Ola Ullsten war.

### Hochschullehrer an den Universitäten Uppsala und Stockholm sowie Generalsekretär des Europarates
Nach seinem Ausscheiden aus dem Reichstag und der Beratertätigkeit beim Finanzminister nahm Tarschys 1983 den Ruf auf eine Professur für Osteuropastudien und die Sowjetunion an der Universität Uppsala auf, ehe er 1985 Professor für Politikwissenschaften und öffentliche Verwaltung an der Universität Stockholm wurde.
1985 wurde er erneut zum Mitglied des Reichstages gewählt und vertrat bis 1994 abermals den Wahlkreis Stockholms län. Während seiner Parlamentszugehörigkeit war er von 1985 bis 1991 zunächst Vorsitzender des Reichstagsausschusses für Soziale Angelegenheiten und anschließend zwischen 1991 und 1994 Vorsitzender des Außenpolitischen Ausschusses des Reichstages.
Zugleich war er von 1986 bis 1994 Mitglied der Parlamentarischen Versammlung des Europarates und dort zuletzt zwischen 1991 und 1994 Vorsitzender der Fraktion der Demokraten und Reformer. Des Weiteren war er von 1992 bis 1994 Vizepräsident der Liberalen Internationale, dem Weltverband der liberalen Parteien.
1994 wurde Tarschys als Nachfolger von Catherine Lalumière Generalsekretär des Europarates und bekleidete dieses Amt fünf Jahre lang bis zu seiner Ablösung durch Walter Schwimmer 1999. 1997 verlieh ihm die Comenius-Universität Bratislava die Goldmedaille und 1998 nahm ihn die Academia Europaea als Mitglied auf.
Nach Beendigung dieser Funktion nahm er 1999 seine Professorentätigkeit an der Universität Stockholm wieder auf und lehrte dort bis zu seiner Emeritierung 2010. Für seine wissenschaftlichen Verdienste wurde er 2008 Mitglied der Königlich Schwedischen Akademie der Wissenschaften.
Daneben wirkte er seit 2009 als Leitender Forschungswissenschaftler am Zentrum für Europäische Integrationsforschung (ZEI) der Rheinischen Friedrich-Wilhelms-Universität Bonn und wurde 2009 auch mit der Karl-Staaff-Goldmedaille ausgezeichnet.

## Orden und Auszeichnungen
Für seine Verdienste um die europäische Politik und seine Tätigkeit für den Europarat wurde Tarschys mehrfach ausgezeichnet und erhielt unter anderem 1996 das Großkreuz des Fürstlich Liechtensteinischen Verdienstordens, 1997 das Großkreuz des St. Agatha-Ordens von San Marino, 1999 die Großkomtur des Sterns von Rumänien, das Großkreuz des Zivilverdienstordens von Spanien sowie 2000 das Große Bundesverdienstkreuz mit Stern und Schulterband.
Darüber hinaus wurde er 1997 Ehrendoktor der Babeș-Bolyai-Universität Cluj sowie 1999 der juristischen Fakultät der Universität Ljubljana sowie 1998 Ehrenbürger von Dammarie-les-Lys, eine französische Kleinstadt im Département Seine-et-Marne.

## Veröffentlichungen
Neben zahlreichen Artikeln in Fachzeitschriften und Beiträgen zu Fachbüchern verfasste Tarschys mehrere Bücher, die sich mit politik- und staatswissenschaftlichen Themen befassten. Zu seinen Veröffentlichungen gehören:
- Näringslivet utmanat, Mitautoren Göran Albinsson, Sitgvard Herber und Torgny Segerstedt, Uddevalla 1969
- Den nygamla vänstern, Mitautor Carl Tham, Stockholm 1967, Neuauflage 1969
- Beyond the State: The Future Polity in Classical and Soviet Marxism, Dissertation, Stockholm 1972
- Den kommunistiska framtiden, Stockholm 1974
- Offentlig sektor i tillväxt, Mitautoren Karin Busch, Gabor Bruszt, Mats Hellström Roger Henning, Erik Höök, Anders Leion, Christer Wallroth, Bo Winander und Hans L. Zetterberg, Uddevalla 1975
- Petita: hur svenska myndigheter argumenterar för högre anslag, Mitautorin Maud Eduards, Stockholm 1975
- Vem håller i rodret?, Stockholm 1978
- Sovjetunionens politiska problem 1950–1970, Stockholm 1978
- Den offentliga revolutionen, Stockholm, 1978, Neuauflage 1983
- The Soviet Political Agenda: Problems and Priorities 1950–1970, London 1979
- I välståndets rävsax: konsumenter, producenter och den offentliga tillväxten, Mitherausgeber Ingemund Hägg, Stockholm 1988* Europe as invention and necessity, Straßburg 1999
- Bra träffbild, fast utanför tavlan – en ESO-rapport om EU:s strukturpolitik, Stockholm 2000
- Huru skall statsvercket granskas?" Riksdagen som arena för genomlysning och kontroll, 2002
- Reinventing Cohesion. The Future of European Structural Policy, 2003
- The Enigma of European Added Value. Setting Priorities for the European Union, Stockholm 2005
- Vad staten vill. Mål och ambitioner i svensk politik, Mitautorin Marja Lemne, Stockholm 2013